# هارولد إل. ديبل
هارولد إل. ديبل (بالإنجليزية: Harold L. Dibble)‏ هو عالم إنسان أمريكي، ولد في 26 يوليو 1951، وتوفي في 10 يونيو 2018.

## وصلات خارجية
- هارولد إل. ديبل على موقع IMDb (الإنجليزية)